# Nuraghe Orolo
Le nuraghe Orolo est un nuraghe situé dans la commune de Bortigali, dans la province de Nuoro, en Sardaigne, en Italie. C'est l'un des 31 sites nuragiques sardes candidats à l'inscription sur la liste du Patrimoine mondial de l'Unesco, sélectionnés et présentés par la fondation Barumini, l'association La Sardaigne vers l'Unesco et la région Sarde. Il s'agit d'un nuraghe trilobé assez bien conservé.

## Toponymie
Òrolo fait partie d'une série de toponymes sardes commençant par orol-, tous situés dans des zones de montagne ou d'altitude, pouvant appartenir au substrat prélatin. Il correspond au mot thrace Òrolos, signifiant aigle. On trouve également le mot sarde prélatin th-orolia, signifiant faucon crécerelle, buse.

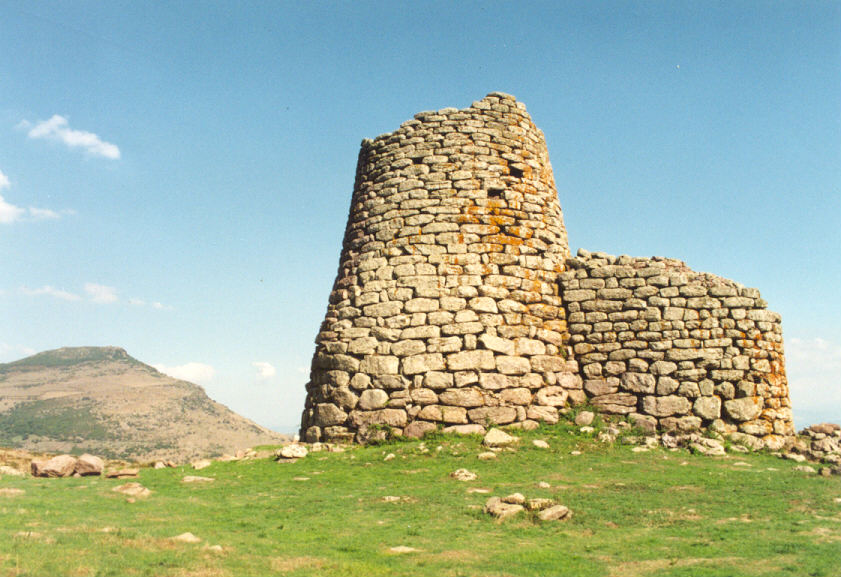
Vue du nuraghe Orolo depuis l'ouest.
En arrière-plan, le mont Santu Padre.

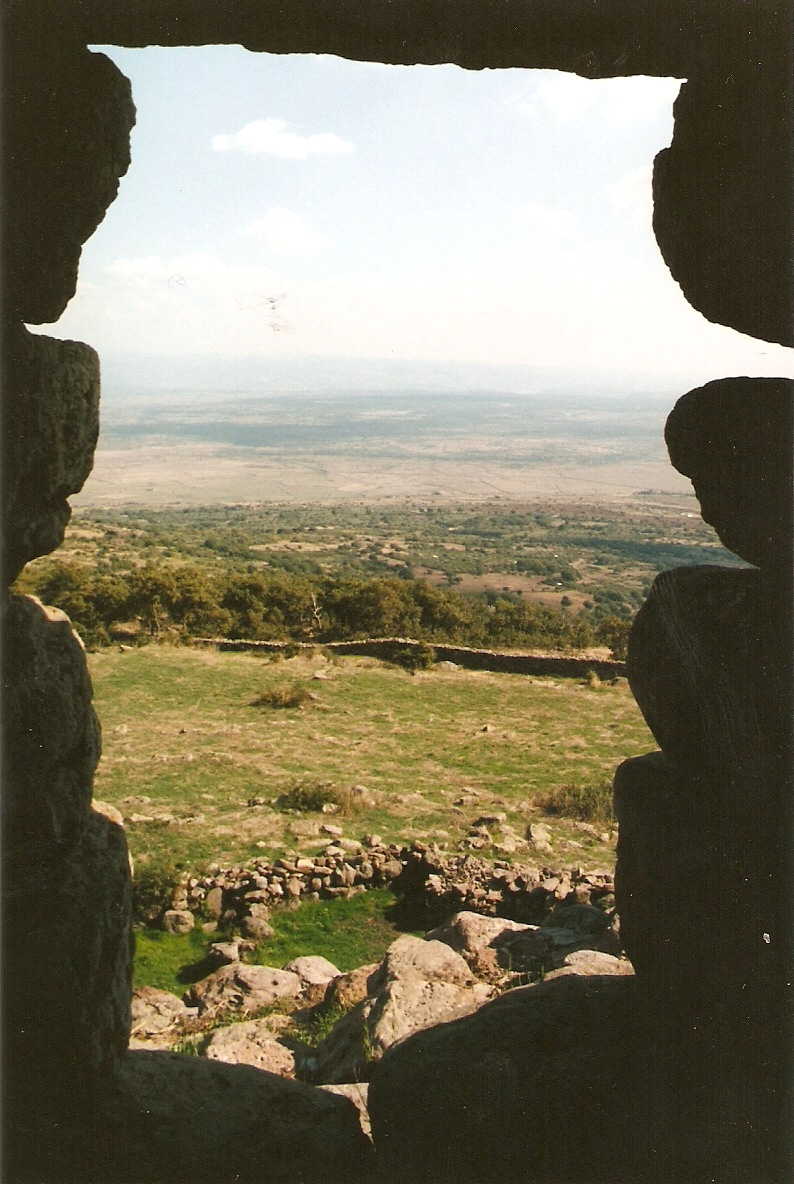
Panorama de la vallée du Tirso depuis la fenêtre de la chambre haute du nuraghe d'Órolo.

## Situation
Le nuraghe Orolo est situé dans la sous-région de Marghine, sur les pentes du mont Cuguruttu (altitude 867 mètres), à 785 mètres d'altitude, point d'où la vue embrasse une partie du territoire de la Sardaigne centrale.
Il se trouve non loin du mont Santu Padre (altitude 1 025 mètres), avec un peu plus loin les montagnes du Gennargentu et la plaine de la rivière Tirso. Dans les environs immédiats se trouvent d'autres sites nuragiques, comme le complexe nuragique et le dolmen de Carrarzu Iddìa, les nuraghes Tintirriòlos, Coàttos, Pranu e Rùos, et la domus de janas d'Órolo.

## Datation
En 1998, des travaux de restauration ont été réalisés visant à consolider la structure et à la nettoyer intérieurement et extérieurement. Les fouilles n'ont pas été réalisées jusqu'au niveau des fondations et, par conséquent, il n'a pas été possible d'établir une datation précise, ni pour le monument ni pour les structures environnantes. Les quelques fragments de céramique collectés ne constituent qu'une indication d'une présence allant du Bronze moyen au Bronze récent (d'environ 1500 à 900 av. J.-C.), suivie de présences sporadiques à l'époque romaine et jusqu'au Ve siècle.

## Description
Le nuraghe est constitué d'une tour centrale à deux étages, avec un toit en tholos, et d'un corps avant un peu plus récent, composé de deux tours plus petites reliées par une muraille légèrement concave.

### Tour principale
La tour principale mesure entre 13 et 14 mètres de haut. La base de son mur est constituée de gros blocs de trachyte grossièrement équarris. Les blocs deviennent en hauteur plus petits et plus réguliers.

#### La chambre basse
La chambre basse est accessible par un passage droit qui traverse d'abord l'entrée architravée plus récente, puis l'entrée d'origine. Elle a un plan presque circulaire d'un diamètre d'environ 5 mètres et mesure 6,60 mètres de haut. Elle possède trois grandes niches disposées en croix, et quatre autres niches beaucoup plus petites. Le plafond est percé : il manque les rangées terminales. Cela permet d'apercevoir, depuis le sol de la chambre basse, la voûte de la chambre haute.

#### L'escalier
L'une des découvertes les plus intéressantes effectuées lors de la restauration de 1998 est l'entrée trapézoïdale de l'escalier, située dans le mur droit du passage menant à la chambre basse, et jusque là encombrée de blocs effondrés. Cet escalier en colimaçon a été construit à l'intérieur de l'épaisse maçonnerie et relie le rez-de-chaussée au sommet de la tour, avec 56 marches presque régulières. Six fentes toutes pratiquées au niveau des marches permettent de les éclairer.

#### La chambre haute
L'accès à la chambre haute s'effectue par un palier sur l'escalier. Elle a un plan irrégulier (environ 3,30 × 4,60 mètres), et comporte deux grandes niches. Le tholos, qui mesure 5,90 mètres de haut, est en excellent état. La chambre est éclairée par une grande porte-fenêtre orientée vers le sud-est. Elle est dotée de deux puits de stockage, d'environ 3 mètres de profondeur, dont l'accès est au niveau du sol. Ces puits devaient probablement servir, en plus d'espace de stockage, de moyen de répartir les poids et les poussées pesant sur la structure de la tour, comme dans d'autres nuraghes complexes.

### Tours latérales
Les entrées des tours latérales s'ouvrent dans le couloir menant à la chambre basse de la tour principale. La hauteur de la tour de droite, au toit effondré, varie de 1,65 à 5,25 mètres. Celle de gauche a un thòlos intact, haut de 5,40 mètres, et une petite fente pour l'éclairage.

## Le village
Dans l'espace de près de 2 000 m2 entourant le nuraghe, on peut voir les traces d'une dizaine de maisons de forme circulaire ou rectangulaire et une ancienne barricade.

## Galerie

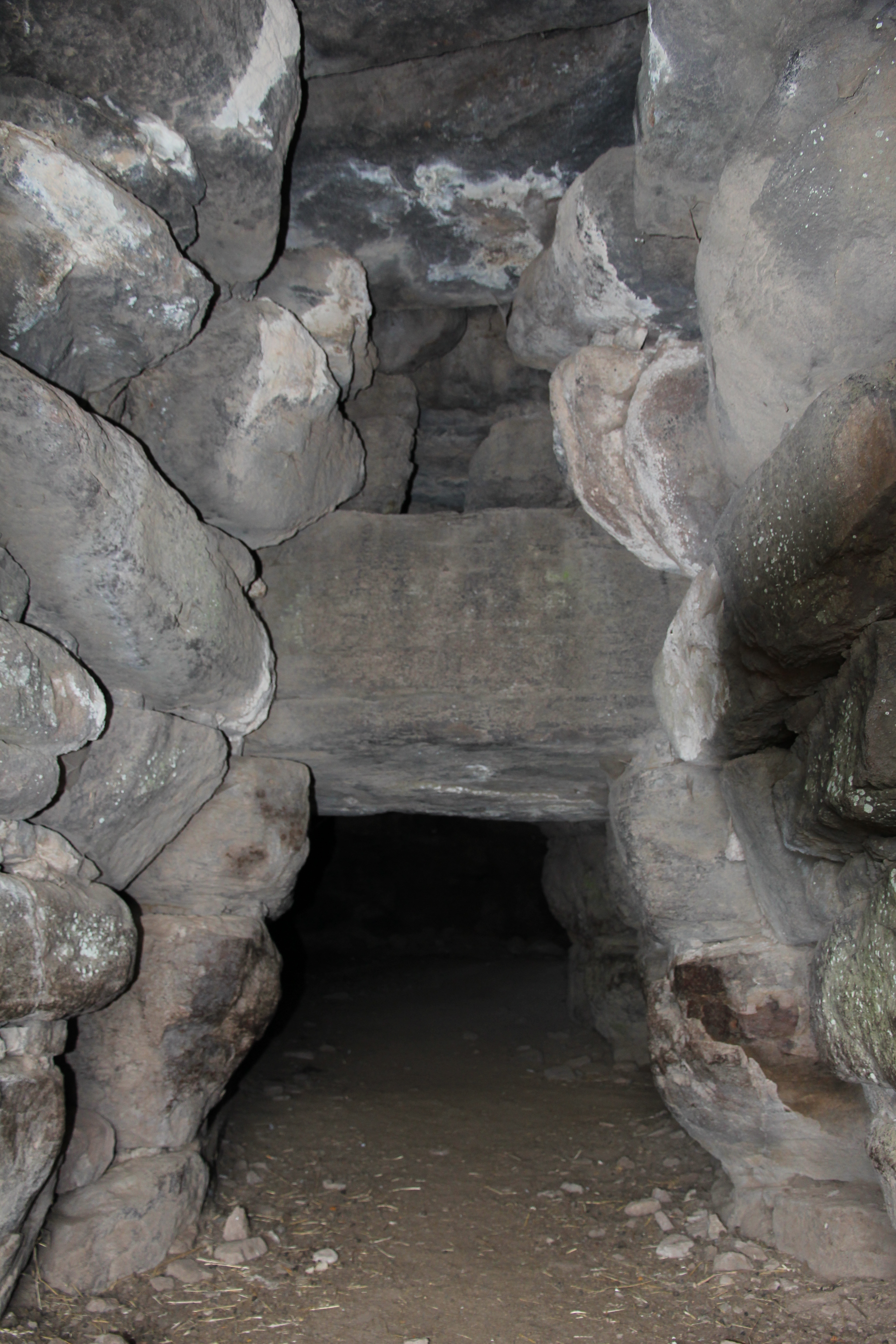
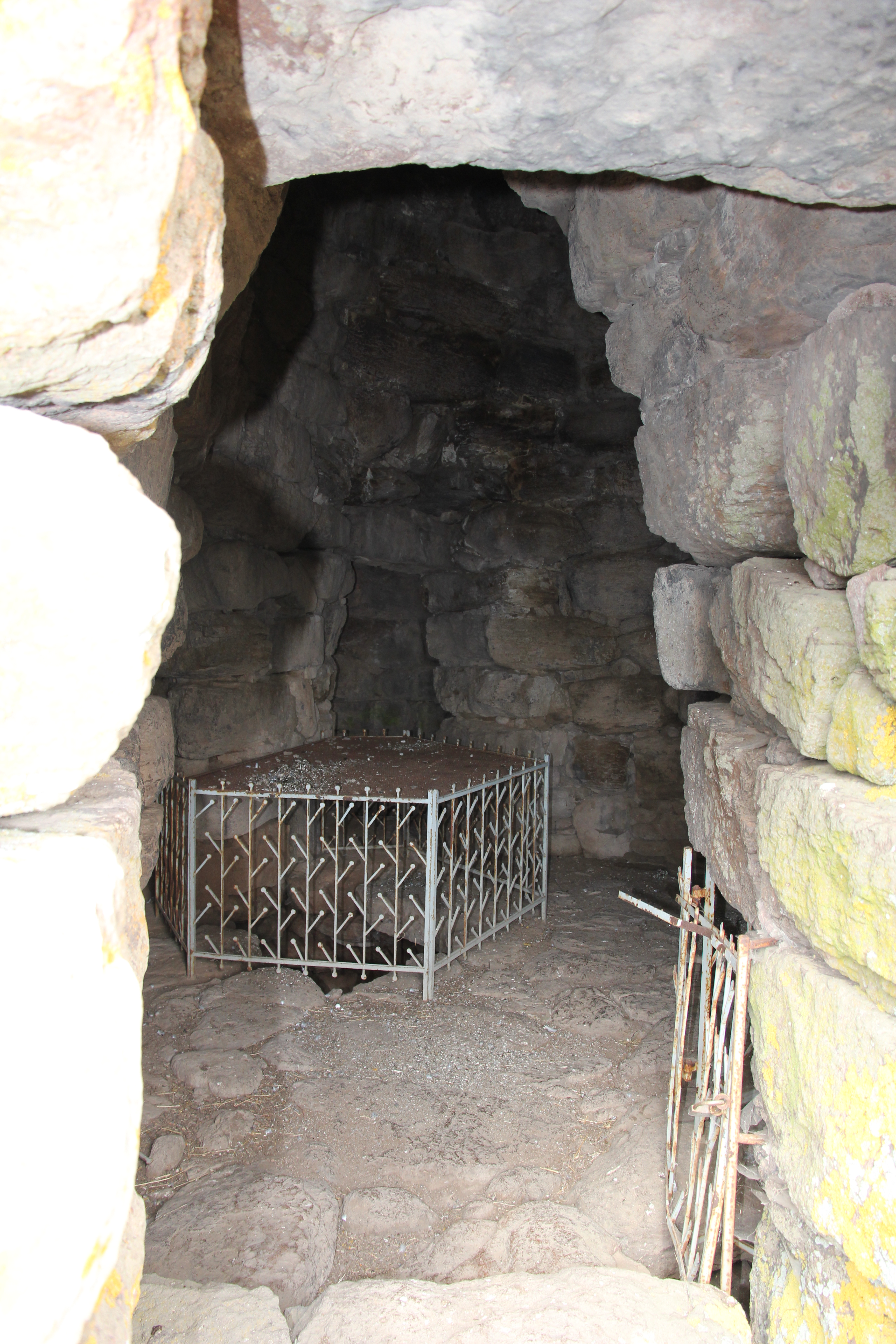
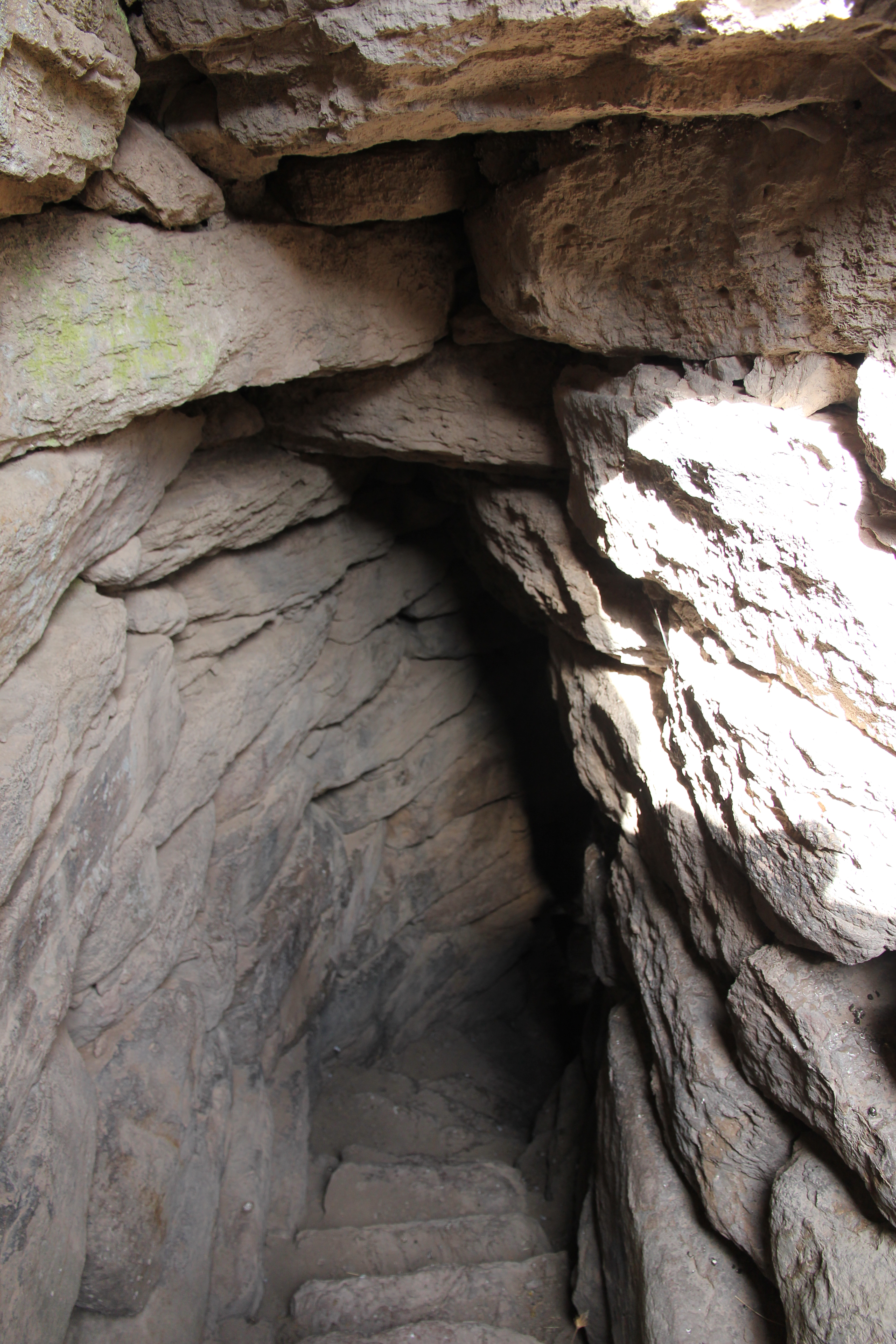
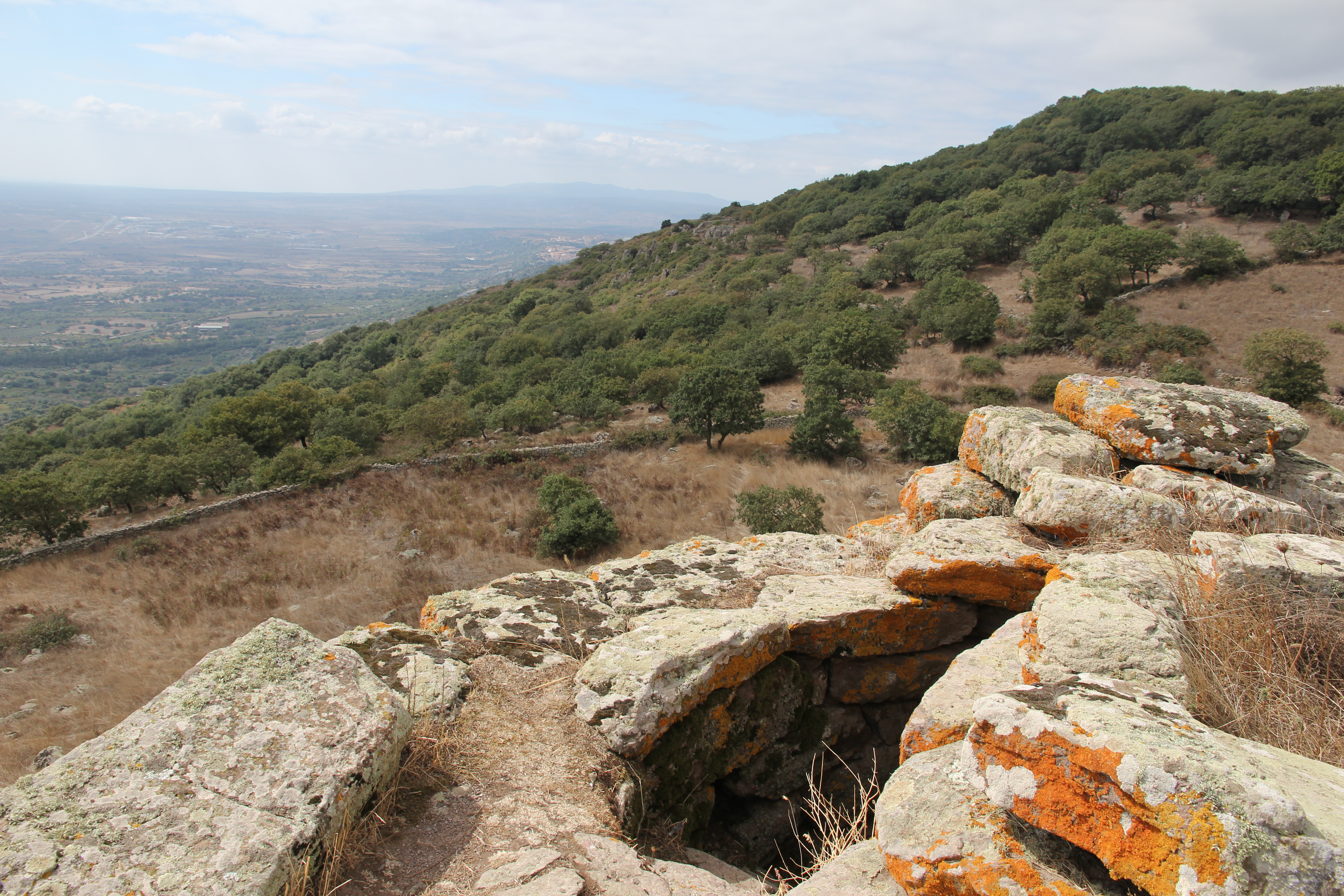